# Ventrículo izquierdo
El ventrículo izquierdo es una de las cuatro cavidades del corazón (dos aurículas y dos ventrículos). Recibe el flujo sanguíneo de la aurícula izquierda y al contraerse la impulsa hacia la arteria aorta que la distribuye por todo el cuerpo a través de la circulación sistémica. La pared del ventrículo izquierdo está formada por músculo cardíaco (miocardio) y es más gruesa que la del ventrículo derecho.

## Forma
El ventrículo izquierdo es más alargado y de forma más cónica que el derecho, y en un corte transversal su concavidad posee una sección ovalada o casi circular. El mismo forma una pequeña parte de la superficie esternocostal y un porcentaje importante de la superficie diafragmática del corazón; también conforma el vértice del corazón. El ventrículo izquierdo es más grueso que el derecho ya que aunque bombea la misma cantidad de sangre por minuto que el ventrículo derecho, realiza mayor trabajo, pues la presión en la arteria aorta y la circulación sistémica es mucho mayor que en la arteria pulmonar y la circulación pulmonar.
Los ventrículos tienen paredes más gruesas que las aurículas y generan presiones sanguíneas más altas. La carga fisiológica de los ventrículos que requiere el bombeo de sangre por todo el cuerpo y los pulmones es mucho mayor que la presión generada por las aurículas para llenar los ventrículos.